# Борис Пастернак
 Борис Леонидович Пастернак (на руски: Борис Леонидович Пастернак) е руски поет и писател, известен на Запад с монументалния си трагичен роман за Съветска Русия, „Доктор Живаго“ (1957). В Русия е по-известен като поет. „Сестра моя жизнь“, написана от Пастернак през 1917 година, е смятана за най-влиятелната стихосбирка, публикувана на руски език през ХХ век.

## Произход и младежки години
Пастернак е роден в Москва на 10 февруари (29 януари стар стил) 1890 г. Родителите му са известният художник Леонид Пастернак, евреин, приел православието и преподавател в Московското художествено училище, и Роза Кауфман, популярна пианистка. Пастернак израства в космополитна атмосфера, домът на баща му е посещаван от Сергей Рахманинов, Райнер Мария Рилке, Лев Толстой.
Вдъхновен от своя съсед Александър Скрябин, Пастернак решава да стане композитор и постъпва в Московската консерватория. През 1910 г. се премества в Университета в Марбург, където учи при неокантианските философи Херман Коен и Николай Хартман. Макар и поканен да остане там след завършването си, той се отказва от професионални занимания с философия и се завръща в Москва през 1914 г. През същата година е публикувана и първата му стихосбирка, повлияна от Александър Блок и футуризма.
Ранните стихове на Пастернак ловко прикриват неговата обсебеност от идеите на Имануел Кант. Те включват ярки алитерации, необичайни ритмични комбинации, ежедневен речник и скрити алюзии към любимите му поети – Михаил Лермонтов и германските романтици.
По време на Първата световна война Борис Пастернак преподава и работи в химически завод в Урал. За разлика от много свои роднини и приятели, той не емигрира след Руската революция от 1917 г., а съзнателно остава в страната.

## След Първата световна война
Пастернак прекарва лятото на 1917 г. в околностите на Саратов, където се влюбва в еврейско момиче. В резултат на това той пише стихосбирката „Сестра моя жизнь“. Тя е написана за три месеца, но в продължение на четири години той се притеснява да я публикува. Когато през 1921 година това става, книгата има огромен ефект върху руската поезия. Тя превръща Пастернак в модел за подражание за по-младите поети и решително променя поетичния стил на автори като Осип Манделщам и Марина Цветаева.
След „Сестра моя жизнь“ Пастернак пише няколко херметични текста с различно качество. Те са аплодирани от разнородни автори като Владимир Маяковски, Андрей Бели и Владимир Набоков. В края на 20-те години той участва и в известната тристранна кореспонденция с Райнер Мария Рилке и Марина Цветаева.
В края на 20-те години Пастернак все по-ясно усеща, че многоцветният му модернистичен стил не се вписва в доктрината на социалистическия реализъм, одобрена от Комунистическата партия. Той се опитва да направи своята поезия по-разбираема за масовия читател, като преработва по-ранни произведения и започва две дълги поеми за Руската революция. Започва да пише и проза, включително няколко автобиографични разказа.

## 30-те и 40-те години
От 1932 г. Пастернак рязко променя стила си, за да го направи по-приемлив за властите. Макар отделни стихотворения да са на нивото на по-ранното му творчество, книгата отблъсква почитателите му сред руската емиграция. В следващата си стихосбирка с патриотични стихове от 1943 г. той опростява стила си още повече.
По време на големите чистки през 1930-те Борис Пастернак все повече се разочарова от комунистическото правителство. Той не публикува много свои стихове, а превежда Уилям Шекспир („Хамлет“, „Макбет“, „Крал Лир“), Йохан Волфганг фон Гьоте („Фауст“), Райнер Мария Рилке („Requiem fur eine Freundin“), Пол Верлен и любимите на Йосиф Сталин грузински поети.

## Последни години
Няколко години преди Втората световна война Борис Пастернак и съпругата му се заселват в Переделкино, писателско селище на няколко километра от Москва. През следващите години той пише романа „Доктор Живаго“. След като цензурата в Съветския съюз не одобрява книгата, той успява да я изпрати в чужбина и да я издаде през 1957 година в Италия. Това предизвиква преследвания срещу него от страна на властите, продължили до края на живота му. Романът „Доктор Живаго“ е публикуван в Съветския съюз едва през 1988 година.
През последните няколко години от живота си Пастернак пише поезия, посветена на любовта, безсмъртието и помирението с Бога. Тези стихове са сред най-популярните в творчеството му.
Борис Пастернак умира през 1960 година в Переделкино.

### Нобелова награда
Борис Пастернак получава Нобелова награда за литература през 1958 година. На 25 октомври, два дни след като научава това, той изпраща следната телеграма до Шведската академия:
| „ | Крайно благодарен, трогнат, горд, удивен, смутен. | “ |

Само четири дни по-късно той изпраща нова телеграма:
| „ | Вземайки под внимание значението, което се отдава на тази награда в обществото, към което принадлежа, трябва да отхвърля това незаслужено признание. Моля, не приемайте с обида доброволния ми отказ. | “ |

Шведската академия обявява:
| „ | Този отказ, разбира се, по никакъв начин не променя валидността на наградата. На Академията остава само със съжаление да обяви, че връчването на наградата не може да се състои. | “ |